# Miếu Mạch Lũng
Miếu Mạch Lũng thuộc xã Đại Mạch, huyện Đông Anh, thành phố Hà Nội được Bộ Văn hóa - Thông tin Việt Nam cấp bằng công nhận Di tích lịch sử văn hóa năm 1993.
Ngôi Miếu thờ tọa lạc bên trái sông Hồng, có mặt tiền hướng Tây Nam. Nơi đây thờ ba vị tướng (Lạc tướng) đời vua Hùng Vương thứ 18 gọi là Ba Đức Đại Vương và được phong Thánh ở nơi đây. Ba Lạc tướng đã có công đuổi giặc ngoại xâm, trị quốc, an dân, khai hoang, lập ấp; hướng dẫn người dân nơi đây nghề trồng dâu, nuôi tằm, dệt vải.
Miếu được trùng tu, mở rộng nhiều lần. Lần được biết rõ nhất là vào thời Lê Trung Hưng, quy mô bề thế, có giá trị nghệ thuật cao. Kiến trúc của miếu làm theo kiểu chuôi vồ, cửa mở về hướng Tây - Nam, nhìn ra sông Hồng và đến nay còn bảo lưu được những nét hoa văn của nghệ thuật thế kỷ XVII-XVIII. Ngoài ra, miếu còn lưu giữ được cuốn thần phả chữ Hán và sáu đạo Sắc phong của các Triều đại quân chủ Việt Nam, trong đó sắc phong sớm nhất có niên hiệu Tự Đức 6 (1853), sắc phong muộn nhất có niên hiệu Khải Định 9 (1924) và 3 bộ long ngai, bài vị thờ thần và những tác phẩm nghệ thuật thế kỷ thứ 9.
Hàng năm người dân trong vùng tổ chức việc tế, lễ vào ngày 10,11,12 tháng 2 âm lịch. Cứ 5 năm 1 lần là có lễ rước kiệu lớn.